# 石丸安世

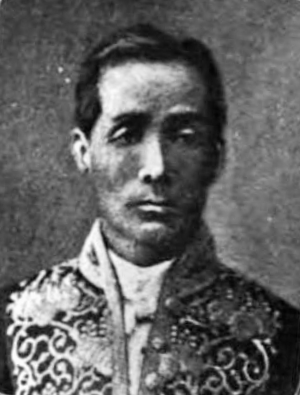
石丸安世

石丸 安世（いしまる やすよ、天保5年6月21日（1834年7月27日） - 明治35年（1902年）5月6日）は、江戸時代末期（幕末）から明治時代にかけての佐賀藩士、官吏、政治家。通称は虎五郎。工部省の初代電信頭として東京－長崎間の電信開通を担当した。鉄道の井上勝、郵便の前島密、電話の石井忠亮と並ぶ「逓信四天王」の一人。

## 生涯
佐賀郡本庄村に生まれ、幕府の海軍伝習所で学ぶ。藩随一の英語の達人で、貿易などでの藩の英語通訳として長崎に赴任した。また、長崎の外国人居留地で情報収集も担当。文久3年（1863年）の下関戦争、薩英戦争では英字新聞からも情勢を読み取って、戦闘の様子や損害について正確な報告を送り続けた。なお、この時期は攘夷運動が盛んであったため石丸は過激派からマークされており、情報漏洩の疑いで長崎奉行所に告発されたこともある。
慶応元年（1865年）、同僚の佐賀藩士馬渡八郎と共に、親交のあったグラバーの手引きで貨物帆船チャンティクリーア号に乗り込み、イギリスに密航する。当時密航は死罪であり藩は失踪した二人の捜索を行ったがほどなく打ち切った。なお、後にグラバーは「鍋島直正公に頼まれて二人を英国に送った」と証言している。また、この密航には広島藩士野村文夫（團團珍聞創刊者）も加わっている。イギリスではグラバーの実家があるアバディーンに逗留し英語や数学のほか、造船や電信など最先端の技術を学んでいった。さらに2年後の1867年にパリ万国博覧会が開催されると、佐賀藩の代表として渡欧してきた佐野常民らと合流し、これを助けた。
帰国後は明治政府に入り、工部省の初代電信頭となった。この際、電線の架設に必要な碍子を粗悪なイギリスからの輸入品から国産に変えるため、有田の深川栄左衛門（香蘭社創業者）に磁器碍子の製造を依頼、国産化に成功した。さらに「破天荒の大事業」とも呼ばれた東京―長崎間の電信架設を推進し、情報インフラの整備に努めた。
その後は大阪造幣局長や元老院議員などを務めたほか、私塾を開いて後進の育成に努めた。高取伊好、志田林三郎、中野初子らは石丸の門下生である。墓所は青山霊園。

## 栄典
位階
- 1890年（明治23年）6月19日 – 従四位[4]
- 1894年（明治27年）5月21日 - 正四位[5]
- 1902年（明治35年）5月6日 - 従三位[6]

勲章等
- 1889年（明治22年）11月29日 - 大日本帝国憲法発布記念章[7]
- 1892年（明治25年）4月28日 - 日本赤十字社有功章・日本赤十字社社長賞記[8]

## 家族
- 石丸龍太郎 - 長男。日本競馬会理事。

## その他
- 沖電気の創業者沖牙太郎は工部省での部下である。沖は石丸邸の長屋に最初の工場を開いた。
- 石丸が推進した東京-長崎間の電信は1873年に完成し、翌年の佐賀の乱鎮圧に大いに貢献した。なお、佐賀の乱の首謀者である江藤新平と島義勇は石丸にとっては義祭同盟の一員として共に勤皇思想を語り合った同志でもあった。